# Gelencsér Gábor (sportoló)
Gelencsér Gábor (Budapest, 1980. december 18. –) az Első Magyar Footgolf Sportegyesület (EMFGSE) és a Magyar Footgolf Szövetség (MFGSZ) alapító elnöke, a Nemzetközi Footgolf Szövetség (FIFG) elnökségének alapítója, alelnöke (2012–), az I. és a II. világbajnokság szervezőbizottságának tagja, aktív footgolfjátékos.
Felesége Gelencsér-Török Violetta, egy gyermekük van, Gelencsér Alex (2015).

## Pályafutása
2009-ben, egy hollandiai üzleti út alkalmával mutatták be Gelencsér Gábornak a footgolfot. Élete attól az úttól gyökeresen megváltozott. Megalapította az első hazai footgolfklubot, elnöke a 2015-ben hivatalosan is bejegyzett Magyar Footgolf Szövetségnek, alapítója és elnökségi tagja a Nemzetközi Footgolf Szövetségnek. Alapítója és szervezője a European Footgolf Tournak.
„Sikeres hat éven vagyunk túl. Hogy mást ne mondjak, Kisorosziban rendeztük 2012-ben az első világbajnokságot. De mindig van hova fejlődni, még az út elején járunk” – összegzett a magyarfootgolf.hu-n 2015 decemberében.
Tisztségei mellett játszik is, a 2015-ös magyar bajnokságban elért hetedik helyével kvalifikálta magát a 2016-os, januári világbajnokságra, ahol a csapat az ötödik helyen végzett.
Legjobb nemzetközi eredményei:
- 2011, Holland National Championship: 13.
- 2012, I. FootGolf World Cup (Magyarország): 11.
- 2013, UK FootGolf Open (Bridlington, Anglia): 2.
- 2013, Holland National Championship (Amszterdam, Hollandia): 3.
- 2014, FootGolf Pro Am Tour - (New Jersey, USA): 5.
- 2014, FootGolf Pro Am Tour - (Los Angeles, USA): 4.
- 2015, Slovakian FootGolf Open: csapatban 1.
- 2015, Croatia FootGolf Open (Zágráb, Horvátország): 2.
- 2016, II. FootGolf World Cup (Buenos Aires, Argentína): 85.
- 2016, Türkish Footgolf Open: (Belek, Törökország) csapatban 1.